# Zapalnik (film)
Zapalnik (bośn. Gori vatra) – bośniacko-francuski film fabularny z roku 2003 w reżyserii Pjera Žalicy.

## Opis fabuły
Akcja filmu rozgrywa się w 1997, w Tešanju. Małe miasto pogrąża się w chaosie, opanowane przez przestępców i handlarzy żywym towarem. W mieście mieszkają głównie Boszniacy, Serbowie przeprowadzili się do wsi, sąsiadujących z miastem. Odwiedzający Bośnię prezydent Stanów Zjednoczonych Bill Clinton zamierza odwiedzić Tešanj. Zaczynają się gorączkowe przygotowania, aby przedstawić miasto w jak najlepszym świetle, a także stworzyć wrażenie braterstwa między żyjącymi w mieście Boszniakami i Serbami.
W 2004 film był prezentowany na Warszawskim Festiwalu Filmowym.

## Nagrody i wyróżnienia
- 2003: Europejskie Nagrody Filmowe
  - Europejskie Odkrycie Roku
- 2003: Międzynarodowy Festiwal Filmowy w Locarno
  - Srebrny Lampart
- 2003: Międzynarodowy Festiwal Filmowy w Marrakeszu
  - Złota Gwiazda
- 2003: Festiwal Filmowy w Sarajewie
  - Najlepszy film

W 2003 film był oficjalnym kandydatem bośniackim do nagrody Amerykańskiej Akademii Filmowej w kategorii filmu nieanglojęzycznego, ale nie uzyskał nominacji.

## Obsada
- Enis Beslagić jako Faruk
- Bogdan Diklić jako Zaim
- Saša Petrović jako Husnija
- Izudin Bajrović jako Mugdim
- Emir Hadžihafizbegović jako Stanko
- Jasna Žalica jako Hitka
- Almir Cehajic jako Osman
- Fedja Stukan jako Adnan
- Ana Vilenica jako Azra
- Senad Bašić jako Velija
- Aleksandar Seksan jako Pic
- Hubert Kramar